# Miklós Szinetár
Miklós Szinetár (Budapest, 8 de febrer de 1932) és un guionista i director de cinema hongarès. Va dirigir més de 20 pel·lícules entre 1962 i 1991.
Sota la direcció d'Elek Huzella, va estudiar composició i cant sota la direcció de József Sallai. Va assistir a l'Escola d'Interpretació de Budapest el 1949-1953. Del 1953 al 1960 va ser director del Teatre de l'Opera de Budapest, i del 1953 al 2004 va ser professor al Col·legi de Teatre i Arts del Cinema. Del 1960 al 1962 va ser director artístic del Teatre Petőfi de Budapest. De 1962 a 1971 va dirigir Magyar Televízió. Està casat amb l'actriu hongaresa Ildikó Hámori, amb qui ha tingut un fill i una filla. El 2007 va escriure un llibre sobre òperes. Va rebre el premi Kossuth el 1970.
La seva pel·lícula Az erőd va participar en l'11è Festival Internacional de Cinema de Moscou.

## Filmografia (selecció)
- Délibáb minden mennyiségben (1962)
- Háry János (1965)
- Baleset (1967)
- Rózsa Sándor (sèrie de televisió, 1971)
- Az erőd (1979)

## Llibres
- Kalandjaim. Szubjektív dokumentumok; Magvető, Bp., 1988
- Így kell ezt!... Vagy másképp. Szinetár Miklós elmondja életét Kozák Gyulának; Balassi, Bp., 2003
- Röptében a világ körül; Helikon, Bp., 2003
- Operán innen, operán túl. Tudósítások, levelek, beszélgetések; Editorial, Bp., 2007
- Pályázat; Európa, Bp., 2012
- A második pályázat; Európa, Bp., 2013
- Senki többet? Pályázat harmadszor...; Európa, Bp., 2016